# Пауль Вайткус
Пауль Вайткус (нім. Paul Weitkus; 17 жовтня 1898, Місвальде — 9 листопада 1974, Арнсберг) — німецький військово-повітряний діяч, генерал-майор люфтваффе (30 січня 1945). Кавалер Лицарського хреста Залізного хреста.

## Біографія
17 листопада 1916 року призваний в армію і зарахований і 150-й піхотний полк. 31 березня 1920 року демобілізований. 1 червня 1921 року вступив в поліцію Потсдама. З 1 травня 1927 року служив в поліцейському училищі Шпандау. 1 серпня 1935 року переведений в люфтваффе і призначений інструктором льотної спортивної школи Шпандау. З 1 жовтня 1937 року — офіцер для особливих доручень при головнокомандувачі люфтваффе, з 1 березня 1938 року — командир групи 257-ї бомбардувальної ескадри, з 1 березня 1939 року — 3-ї групи 252-ї бомбардувальної ескадри. Учасник Польської і Французької кампаній. З 15 грудня 1940 року — командир 53-ї бомбардувальної ескадри. Учасник Німецько-радянської війни. З 14 червня 1944 року — авіаційний командир в Албанії. З 9 березня 1945 року — командувач авіаційними частинами 4-го повітряного флоту. 8 травня 1945 року взятий в полон союзниками. В 1947 році звільнений.